# Hoplitis linsdalei
Hoplitis linsdalei är en biart som beskrevs av Michener 1947. Hoplitis linsdalei ingår i släktet gnagbin, och familjen buksamlarbin. Inga underarter finns listade i Catalogue of Life.